# Beleuchtungsstärke
Die Beleuchtungsstärke Ev (englisch illuminance) beschreibt den flächenbezogenen Lichtstrom, der auf ein beleuchtetes Objekt trifft. Ihr steht gegenüber die Lichtstärke, die den raumwinkelbezogenen Lichtstrom einer Lichtquelle beschreibt.
Die SI-Einheit der Beleuchtungsstärke ist das Lux (lx, von lateinisch lux, Licht).
Ein verwandter Begriff ist die Lichtstromdichte, die Flächendichte des Lichtstroms durch ein senkrecht zur Strahlrichtung stehendes Flächenelement.

## Definition

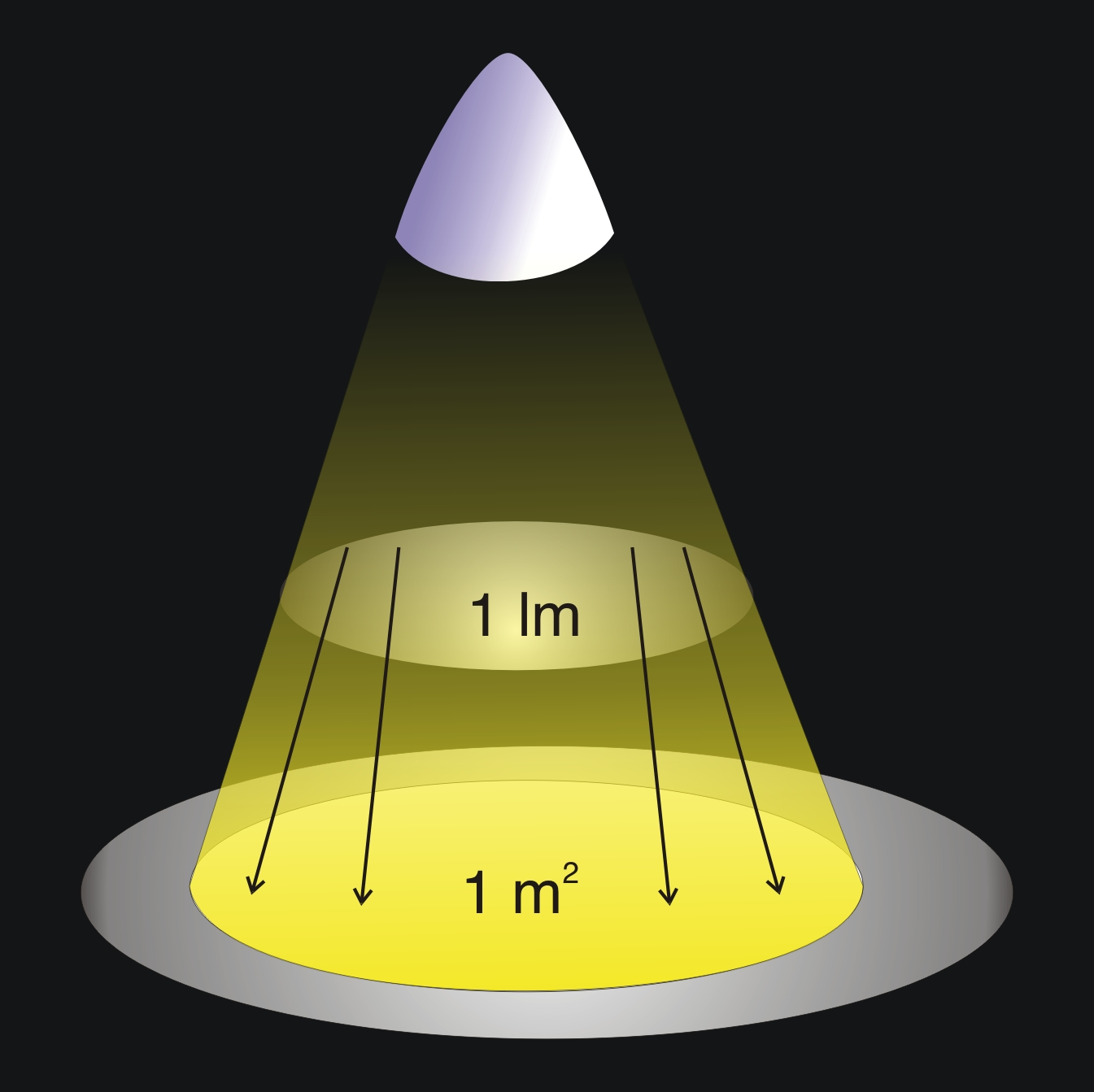
Ein Lichtstrom von 1 Lumen, der auf eine Fläche von 1 m^{2} trifft, beleuchtet diese (gemittelt) mit 1 Lux

Fällt auf eine gleichmäßig beleuchtete Fläche {\displaystyle A} der Lichtstrom {\displaystyle \Phi _{\mathrm {v} }}, so ist die Beleuchtungsstärke {\displaystyle E_{\mathrm {v} }} auf der Fläche gleich dem Quotienten aus dem auftreffenden Lichtstrom {\displaystyle \Phi _{\mathrm {v} }} und der Fläche {\displaystyle A}:
{\displaystyle E_{\mathrm {v} }={\frac {\Phi _{\mathrm {v} }}{A}}}
Variiert die Beleuchtungsstärke über die Fläche, so liefert diese mathematisch vereinfachte Formel die über die Fläche gemittelte Beleuchtungsstärke. Soll die örtliche Variation der Beleuchtungsstärke detailliert beschrieben werden, so erhält man durch Übergang zum Differentialquotienten:
{\displaystyle E_{\mathrm {v} }=\lim _{A\to 0}{\frac {\Phi _{\mathrm {v} }}{A}}={\frac {\mathrm {d} \Phi _{\mathrm {v} }}{\mathrm {d} A}}}

## Maßeinheiten
Die Beleuchtungsstärke wird in der SI-Einheit Lux (lx) gemessen, die definiert ist als Lumen durch Quadratmeter (1 lx = 1 lm/m2 = (cd {\displaystyle \cdot } sr)/m2). Ein Lichtstrom von 1 lm, der sich gleichförmig über eine Fläche von 1 m2 verteilt, bewirkt dort also eine Beleuchtungsstärke von 1 lx.
Im angloamerikanischen Maßsystem, insbesondere im nordamerikanischen Raum, verwendet man auch die Einheit Foot-candle (fc), gleichbedeutend mit Lumen durch Quadratfuß. 1 fc entspricht etwa 10,764 lux.
Die Einheit Phot (ph) aus dem CGS-Einheitensystem mit der Definition
1 ph = 1 lm/cm2 = 104 lx ist nicht mehr im Gebrauch.

## Photometrisches Entfernungsgesetz
Die Lichtstärke {\textstyle I_{\mathrm {v} }={\frac {\mathrm {d} \Phi _{\mathrm {v} }}{\mathrm {d} \Omega }}} einer als punktförmig angenommenen Lichtquelle ist definiert als Quotient aus dem emittierten Lichtstrom und dem Raumwinkel, in den das Licht ausgestrahlt wird. Das Raumwinkelelement {\textstyle \mathrm {d} \Omega \,=\,{\frac {\mathrm {d} A}{r^{2}}}} wiederum ist der Quotient aus einem Flächenelement {\displaystyle \mathrm {d} A} im Abstand {\displaystyle r} und dem Quadrat dieses Abstands. Somit gilt:
{\displaystyle E_{\mathrm {v} }={\frac {\mathrm {d} \Phi _{\mathrm {v} }}{\mathrm {d} A}}={\frac {I_{\mathrm {v} }}{r^{2}}}}.
Berücksichtigt man noch die Möglichkeit, dass die Empfangsfläche um den Winkel {\displaystyle \varepsilon } gegen die Einstrahlrichtung geneigt sein kann ({\displaystyle \varepsilon } ist der Winkel zwischen der Flächennormalen und der Strahlungsrichtung), so erhält man das photometrische Entfernungsgesetz:
{\displaystyle E_{\mathrm {v} }\,=\,{\frac {I_{\mathrm {v} }}{r^{2}}}\cdot \cos \varepsilon }.
Das photometrische Entfernungsgesetz sagt also aus, dass die Beleuchtungsstärke mit dem Quadrat der Entfernung zwischen Lichtquelle und beleuchteter Fläche abnimmt. Bei Verdoppelung der Beleuchtungsdistanz werden demnach viermal so viele Leuchten benötigt, damit die gleiche Beleuchtungsstärke erzielt wird.
Die Einheit der Lichtstärke, die Candela ist definiert als 1 cd = 1 lm/sr. Emittiert eine Lichtquelle also Licht der Lichtstärke 1 cd in Richtung einer Empfangsfläche, die in 1 m Entfernung senkrecht zur Strahlrichtung steht, so erzeugt sie dort die Beleuchtungsstärke 1 lx.
In der Beleuchtungspraxis sind meist flächenhafte Lichtquellen anzutreffen. Hier müssen aufwändigere, vom photometrischen Grundgesetz ausgehende oder mit Sichtfaktoren arbeitende Rechenverfahren benutzt werden, welche über die von der Leuchtfläche ausgehende und die auf der Empfangsfläche eintreffende Leuchtdichteverteilung integrieren.

## Beleuchtungsstärken in der Praxis

### Messung

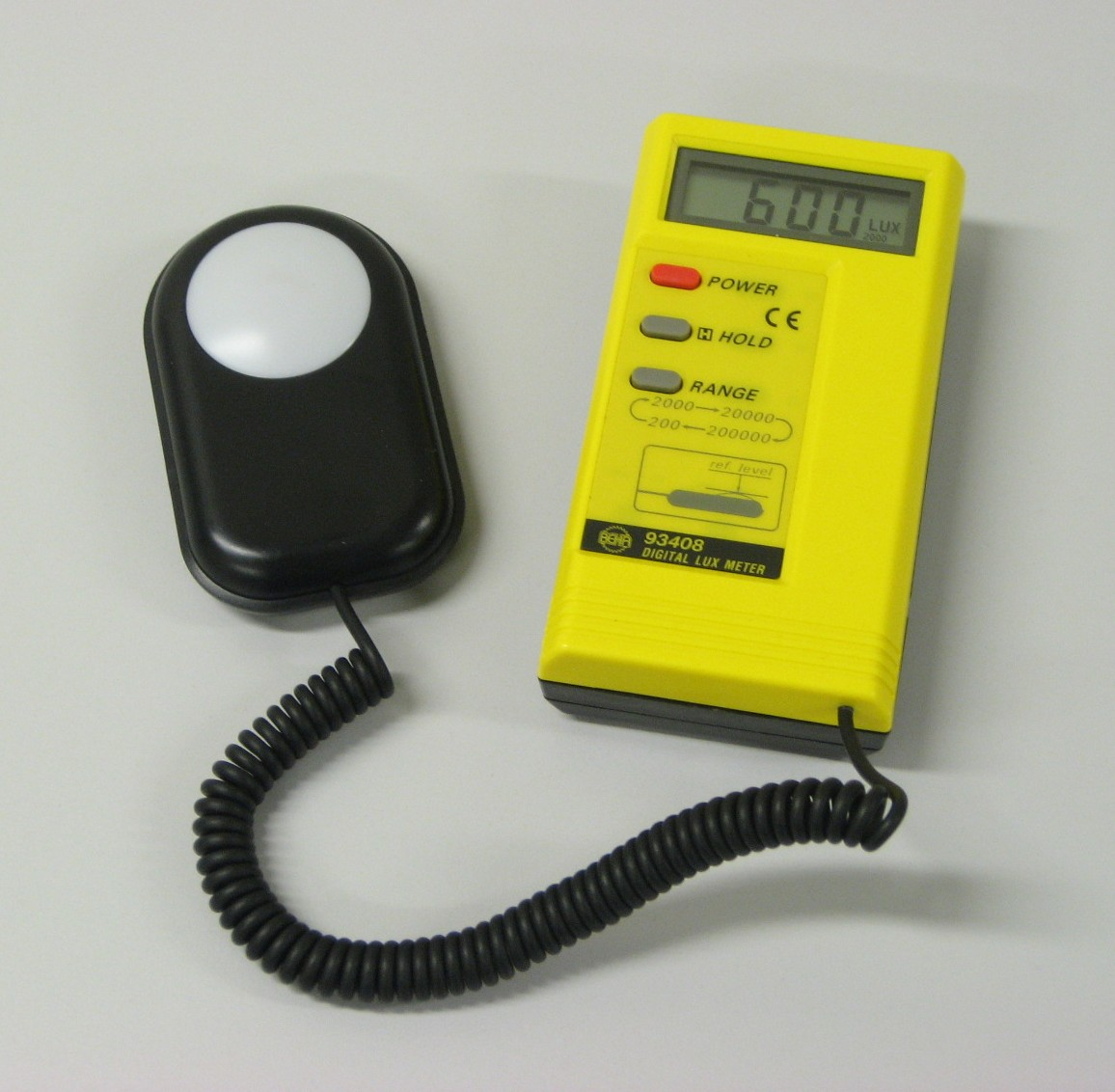
Luxmeter zum Messen der Beleuchtungsstärke

Die Beleuchtungsstärke ist die photometrische Entsprechung zur radiometrischen Größe Bestrahlungsstärke {\displaystyle E_{\mathrm {e} }} (gemessen in Watt durch Quadratmeter, W/m2). Fällt elektromagnetische Strahlung auf die Empfangsfläche und erzeugt dort die Bestrahlungsstärke {\displaystyle E_{\mathrm {e} }}, so lässt sich messtechnisch oder rechnerisch die von dieser Strahlung verursachte Beleuchtungsstärke in Lux (= Lumen durch Quadratmeter) ermitteln, indem die einzelnen Wellenlängen der Strahlung mit dem jeweiligen photometrischen Strahlungsäquivalent der betreffenden Wellenlänge gewichtet werden, das die Empfindlichkeit des Auges beschreibt.
Die Beleuchtungsstärke wird mit einem Luxmeter gemessen. An der Physikalisch-Technischen Bundesanstalt (PTB) können Beleuchtungsstärken zwischen 0,001 lx und 100.000 lx realisiert werden. Dies dient u. a. der Kalibrierung von Beleuchtungsstärkemessgeräten.

### Normativ geforderte Beleuchtungsstärken
Soll-Beleuchtungsstärken:
- Sicherheitsbeleuchtung von Fluchtwegen: minimale Beleuchtungsstärke mindestens 1 Lux[5]
- Arbeitsstätten je nach Arbeitsraum, -platz und Tätigkeit (innen und im Freien) gemäß Anhang 1 der ASR A3.4[6]

### Beispiele typischer Beleuchtungsstärken
| 5 mW Laserpointer, grün (532 nm), 3 mm Strahldurchmesser                                                             | 427.000 lx |
| Moderne Operationssaalbeleuchtung, 3500 K                                                                            | 160.000 lx |
| klarer Himmel und Sonne im Zenit                                                                                     | 130.000 lx |
| 5 mW Laserpointer, rot (635 nm), 3 mm Strahldurchmesser                                                              | 105.000 lx |
| klarer Himmel, Sonnenhöhe 60° (Mitteleuropa mittags im Sommer) Beiträge: Sonne = 70.000 lx, Himmelslicht = 20.000 lx | 90.000 lx  |
| klarer Himmel, Sonnenhöhe 16° (Mitteleuropa mittags im Winter) Beiträge: Sonne = 8.000 lx, Himmelslicht = 12.000 lx  | 20.000 lx  |
| bedeckter Himmel, Sonnenhöhe 60° (mittags im Sommer)                                                                 | 19.000 lx  |
| Mindestanforderung für dentale Behandlungsleuchten                                                                   | 15.000 lx  |
| Im Schatten im Sommer                                                                                                | 10.000 lx  |
| bedeckter Himmel, Sonnenhöhe 16° (mittags im Winter)                                                                 | 6.000 lx   |
| Bedeckter Wintertag                                                                                                  | 3.500 lx   |
| Fußballstadion Kategorie 4 (Elite-Fußballstadion)                                                                    | 1.400 lx   |
| Beleuchtung TV-Studio                                                                                                | 1.000 lx   |

| Dämmerung (Sonne knapp unter Horizont)           | 750 lx       |
| Büro-/Zimmerbeleuchtung                          | 500 lx       |
| Flurbeleuchtung                                  | 100 lx       |
| Wohnzimmer                                       | 50 lx        |
| Straßenbeleuchtung                               | 10 lx        |
| Dämmerung (Sonne 6° unter Horizont)              | 3 lx         |
| Kerze ca. 1 Meter entfernt                       | 1 lx         |
| Vollmond im Zenit, mittlerer Erdabstand          | 0,27 lx      |
| Vollmondnacht                                    | 0,05–0,36 lx |
| Halbmond in 45° Höhe, mittlerer Erdabstand       | 0,02 lx      |
| Sternenlicht und Airglow                         | 0,002 lx     |
| Sternklarer Nachthimmel (Neumond)                | 0,001 lx     |
| Sternenlicht                                     | 220 μlx      |
| Bewölkter Nachthimmel ohne Mond und Fremdlichter | 130 μlx      |
| Sirius im Zenit                                  | 8 μlx        |

## Rechenbeispiele

### Beleuchtungsstärke einer Kerze
Die Lichtstärke einer Kerze beträgt etwa eine Candela (1 cd = 1 lm/sr). Sie erzeugt im Abstand von 2 m auf einer senkrecht zur Strahlrichtung stehenden Empfangsfläche die Beleuchtungsstärke
{\displaystyle E_{\mathrm {v} }={\frac {1\ \mathrm {cd} }{(2\ \mathrm {m} )^{2}}}=0{,}25\ {\frac {\mathrm {lm} }{\mathrm {m} ^{2}}}=0{,}25\ \mathrm {lx} }.
Von einer Kerze im Abstand von ca. 2 m senkrecht beleuchtete Gegenstände erscheinen also ungefähr so hell beleuchtet wie im senkrecht auftreffenden Licht des Vollmonds.

### Lichtstrom und Lichtstärke einer isotrop strahlenden Lichtquelle
Die Beleuchtungsstärke {\displaystyle E_{\mathrm {v} }}, die von einer isotrop strahlenden Lichtquelle auf einer in 3 m Abstand senkrecht zur Strahlrichtung stehenden Empfangsfläche erzeugt wird, betrage
{\displaystyle E_{\mathrm {v} }=20\ \mathrm {lx} \,}.
Nach dem photometrischen Entfernungsgesetz ergibt sich daraus für die Lichtquelle eine Lichtstärke
{\displaystyle I_{\mathrm {v} }=20\ \mathrm {lx} \cdot (3\ \mathrm {m} )^{2}\,\mathrm {sr} ^{-1}=180\ \mathrm {cd} \,.}
Über den vollen Raumwinkel von 4π sr integriert errechnet sich der  von der Lichtquelle erzeugte Lichtstrom {\displaystyle \Phi _{\mathrm {v} }} zu
{\displaystyle \Phi _{\mathrm {v} }=4\pi \ \mathrm {sr} \cdot 180\ \mathrm {cd} =2260\ \mathrm {lm} }.

### Esszimmertisch
An der Decke befindet sich eine kleine, praktisch punktförmige Lichtquelle, die den Lichtstrom Φv= 3000 Lumen isotrop in einen kegelförmigen Bereich mit dem Öffnungswinkel α = 160° abgibt. Welche Beleuchtungsstärken erzeugt sie auf der r = 1,67 m tiefer liegenden Tischplatte
- in Punkt A, der senkrecht unter der Lichtquelle liegt und
- in Punkt B, der ebenfalls auf der Tischplatte, aber d = 1,15 m neben Punkt A liegt?

Der  Öffnungswinkel von 160° entspricht einem Raumwinkel von {\displaystyle \Omega =\left(1-\cos \left(\alpha /2\right)\right)\cdot 2\pi \,\mathrm {sr} =5{,}19\,\mathrm {sr} }. Da die Lichtquelle isotrop strahlt, ist die Lichtstärke in allen Richtungen des beleuchteten Halbraums dieselbe und beträgt:
{\displaystyle I_{\mathrm {v} }\,=\,{\frac {\Phi _{\mathrm {v} }}{\Omega }}\,=\,{\frac {3000\ \mathrm {lm} }{5{,}19\ \mathrm {sr} }}\,=\,578\ \mathrm {cd} }.
Da die Lichtquelle als punktförmig vorausgesetzt ist, kann zur Berechnung der Beleuchtungsstärke das photometrische Entfernungsgesetz angewendet werden. Für Punkt A ist die Entfernung r = 1,67 m und der Einfallswinkel ε = 0°, also
{\displaystyle E_{\mathrm {v} }(A)\,=\,{\frac {578}{1{,}67^{2}}}\cdot \,\cos(0^{\circ })\ \mathrm {lx} \,=\,207\ \mathrm {lx} }.
Für Punkt B beträgt die Entfernung zur Lichtquelle (Satz des Pythagoras):
{\displaystyle r'\,=\,{\sqrt {r^{2}+d^{2}}}\,=\,{\sqrt {1{,}67^{2}+1{,}15^{2}}}\ \mathrm {m} \,=\,{\sqrt {4{,}11}}\ \mathrm {m} \,=\,2{,}02\ \mathrm {m} }
und der Einfallswinkel ist:
{\displaystyle \varepsilon '\,=\,90^{\circ }-\arctan \left({\frac {r}{d}}\right)\,=\,34{,}6^{\circ }}
Hieraus ergibt sich:
{\displaystyle E_{\mathrm {v} }(B)\,=\,{\frac {578}{4{,}11}}\cdot \cos(34{,}6^{\circ })\ \mathrm {lx} \,=\,116\ \mathrm {lx} }.

## Zusammenhang mit radiometrischen und anderen photometrische Größen
| radiometrische Größe                                                | Symbol a)                            | SI-Einheit | Beschreibung                                                    | photometrische Entsprechung b)                  | Symbol                               | SI-Einheit           |
| Strahlungsfluss Strahlungsleistung, radiant flux, radiant power     | {\displaystyle \Phi _{\mathrm {e} }} | W (Watt)   | Strahlungsenergie durch Zeit                                    | Lichtstrom luminous flux                        | {\displaystyle \Phi _{\mathrm {v} }} | lm (Lumen)           |
| Strahlstärke Strahlungsstärke, radiant intensity                    | {\displaystyle I_{\mathrm {e} }}     | W/sr       | Strahlungsfluss durch Raumwinkel                                | Lichtstärke luminous intensity                  | {\displaystyle I_{\mathrm {v} }}     | cd = lm/sr (Candela) |
| Bestrahlungsstärke irradiance                                       | {\displaystyle E_{\mathrm {e} }}     | W/m2       | Strahlungsfluss durch Empfängerfläche                           | Beleuchtungsstärke illuminance                  | {\displaystyle E_{\mathrm {v} }}     | lx = lm/m2 (Lux)     |
| Spezifische Ausstrahlung Ausstrahlungsstromdichte, radiant exitance | {\displaystyle M_{\mathrm {e} }}     | W/m2       | Strahlungsfluss durch Senderfläche                              | Spezifische Lichtausstrahlung luminous exitance | {\displaystyle M_{\mathrm {v} }}     | lm/m2                |
| Strahldichte Strahlungsdichte, Radianz, radiance                    | {\displaystyle L_{\mathrm {e} }}     | W/(m2sr)   | Strahlstärke durch effektive Senderfläche                       | Leuchtdichte luminance                          | {\displaystyle L_{\mathrm {v} }}     | cd/m2                |
| Strahlungsenergie Strahlungsmenge, radiant energy                   | {\displaystyle Q_{\mathrm {e} }}     | J (Joule)  | durch Strahlung übertragene Energie                             | Lichtmenge luminous energy                      | {\displaystyle Q_{\mathrm {v} }}     | lm·s                 |
| Bestrahlung Einstrahlung, radiant exposure                          | {\displaystyle H_{\mathrm {e} }}     | J/m2       | Strahlungsenergie durch Empfängerfläche                         | Belichtung luminous exposure                    | {\displaystyle H_{\mathrm {v} }}     | lx·s                 |
| Strahlungsausbeute radiant efficiency                               | {\displaystyle \eta _{\mathrm {e} }} | 1          | Strahlungsfluss durch aufgenommene (meist elektrische) Leistung | Lichtausbeute (overall) luminous efficacy       | {\displaystyle \eta _{\mathrm {v} }} | lm/W                 |